# بول أدامز
بول ريتشارد أدامز (بالإنجليزية: Paul Richard Adams)‏ هو عالم أعصاب، يتقلد حاليا منصب أستاذ في قسم علم الأعصاب والسلوك بجامعة ستوني بروك في نيويورك.
تخرج من جامعة لندن مع شهادة الدكتوراة، وقد عمل ما بعد الدكتوراة مع بيرت زاكمان في جمعية ماكس بلانك. حاز على جائزة نوفارتيس التذكارية عام 1979، ثم وجائزة جادوم التذكارية في 1984 من جمعية الدوائية البريطانية. كما أنه حصل على جائزة زمالة مؤسسة ماك آرثر في 1986، وانتخب زميلا في الجمعية الملكية في 1991. ومن 1987 إلى 1995 عمل كمحقق في معهد هوارد هيوز الطبي.
لقد كان رائدا ً في مفاهيم إحصار القناة المفتوحة والتضمين العصبي والتي أصبحت الآن تلعب أدوارا ً محورية في علم الأعصاب. وهو الآن يعمل على نظرية حول القشرة الجديدة.

## وصلات خارجية
- Adams's page at the Stony Brook Neurobiology Department نسخة محفوظة 19 مايو 2011 على موقع واي باك مشين.
- Adams's page at Stony Brook's Pharmacology site
- Adams's CV on his Synaptic Darwinism site